# Šimonovice
Šimonovice – gmina w Czechach, w powiecie Liberec, w kraju libereckim. Według danych z dnia 1 stycznia 2014 liczyła 1033 mieszkańców.